# World Dressage Masters 2011/2012
Die Reiterranglisten-Saison 2011/2012 der World Dressage Masters war die dritte Saison der World Dressage Masters (WDM) mit einer Gesamtwertung.

## Ablauf der Turnierserie
Die Reiterrangliste der World Dressage Masters-Saison 2011/2012 wurde im Zeitraum vom 7. Juli 2011 bis zum 20. Mai 2012 ermittelt. Es handelte sich hierbei um eine Serie internationaler Dressurturniere auf CDI 5*-Niveau.
Die Turniere der Serie wurden überwiegend in Europa ausgetragen, Ausnahme bildet das Turnier im Palm Beach County in den Vereinigten Staaten. Hauptsponsoren der Serie waren die Axel Johnson Group, Exquis, die Moorland Stables, Moorland Investments und die Nürnberger Versicherung. Die Letzte war zudem Namenssponsor der Reiterrangliste (Nürnberger WDM Rider Ranking 2011-2012 season).

## Medien
Eurosport ist seit Anfang 2011 Medienpartner der World Dressage Masters. Es werden rund halbstündige Aufzeichnungen der Küren im Mittwochabendprogramm gezeigt.

## Gesamtwertung
Die Gesamtwertung, die mit 25.000 € – für den Sieger – dotiert war, errechnete sich anhand der Weltranglistenpunkte, die während der World Dressage Masters-Turniere vergeben wurden. Die Weltranglistenpunkte, die in Grand Prix, Grand Prix Spécial und Grand Prix Kür vergeben werden, werden mit dem Faktor 1,5 multipliziert und gehen in die Gesamtwertung ein. Im Finale wird abweichend ein Faktor von 3,0 verwandt. In die Gesamtwertung gehen die besten drei Ergebnisse pro Reiter ein.
|   | Reiter                   | Falsterbo | Hickstead | Palm Beach | München | Wertungs- punkte |
| - | ------------------------ | --------- | --------- | ---------- | ------- | ---------------- |
| 1 | Tinne Vilhelmson Silfvén | —         | 675       | 720        | 1275    | 2670             |
| 2 | Anja Plönzke             | 675       | (532,5)   | 630        | 1305    | 2610             |
| 3 | Patrik Kittel            | 825       | —         | —          | 1200    | 2025             |
| 4 | Renate Vogelsang         | 525       | —         | —          | 1290    | 1815             |
| 5 | Minna Telde              | —         | —         | 535,5      | 1260    | 1795,5           |
| 6 | Isabell Werth            | —         | —         | —          | 1770    | 1770             |

(Plätze eins bis sechs)

## Die Prüfungen

### 1. Prüfung: Falsterbo
Das erste Turnier im Rahmen der World Dressage Masters Reiterranglisten-Saison 2011/2012 ist die Falsterbo Horse Show in Skanör med Falsterbo in Schweden. Dieses Turnier, bei dem auch eine Wertungsprüfung des Nations Cups der Springreiter ausgetragen wird, fand vom 7. bis zum 10. Juli 2011 statt.
Grand Prix de Dressage
|   | Reiter                   | Pferd        | Ergebnis |
| - | ------------------------ | ------------ | -------- |
| 1 | Patrik Kittel            | Scandic      | 75,191 % |
| 2 | Anky van Grunsven        | Salinero     | 71,298 % |
| 3 | Anja Plönzke             | Le Mont d'Or | 70,596 % |
| 4 | Tinne Vilhelmson Silfvén | Don Auriello | 70,043 % |
| 5 | Catherine Haddad         | Winyamaro    | 68,255 % |

(beste 5 von 16 Teilnehmern)
B-Finale (Grand Prix Spécial)
|   | Reiter           | Pferd   | Ergebnis |
| - | ---------------- | ------- | -------- |
| 1 | Michal Rapcewicz | Randon  | 67,563 % |
| 2 | Jenny Schreven   | Krawall | 67,021 % |
| 3 | Siril Helljesen  | Dorina  | 66,729 % |

(beste 3 von 7 Teilnehmern)
A-Finale (Grand Prix Kür)
|   | Reiter                   | Pferd        | Ergebnis |
| - | ------------------------ | ------------ | -------- |
| 1 | Patrik Kittel            | Scandic      | 82,775 % |
| 2 | Anky van Grunsven        | Salinero     | 76,925 % |
| 3 | Tinne Vilhelmson Silfvén | Don Auriello | 75,875 % |
| 4 | Anja Plönzke             | Le Mont d'Or | 75,050 % |
| 5 | Catherine Haddad         | Winyamaro    | 71,375 % |

(beste 5 von 8 Teilnehmern)

### 2. Prüfung: Hickstead
Das Turnier „Dressage at Hickstead“, zweites Turnier der Turnierserie, fand vom 28. bis 31. Juli 2011 in Hickstead statt. Das Turnier wird stets zeitgleich mit dem britischen Springreit-Nationenpreisturnier, der Royal International Horse Show, in Hickstead durchgeführt.
Grand Prix de Dressage
|   | Reiter               | Pferd    | Ergebnis |
| - | -------------------- | -------- | -------- |
| 1 | Carl Hester          | Uthopia  | 80,872 % |
| 2 | Adelinde Cornelissen | Parzival | 79,298 % |
| 3 | Charlotte Dujardin   | Valegro  | 78,255 % |
| 4 | Emma Hindle          | Lancet   | 72,000 % |
| 5 | Anders Dahl          | Bukowski | 70,532 % |

(beste 5 von 20 Teilnehmern)
B-Finale (Grand Prix Spécial)
|   | Reiter               | Pferd   | Ergebnis |
| - | -------------------- | ------- | -------- |
| 1 | Charlotte Dujardin   | Valegro | 76,604 % |
| 2 | Leida Collins-Strijk | On Top  | 70,479 % |
| 3 | Sander Marijnissen   | Moedwil | 69,813 % |

(beste 3 von 12 Teilnehmern)
A-Finale (Grand Prix Kür)
|   | Reiter               | Pferd    | Ergebnis |
| - | -------------------- | -------- | -------- |
| 1 | Adelinde Cornelissen | Parzival | 84,925 % |
| 2 | Carl Hester          | Uthopia  | 81,800 % |
| 3 | Emma Hindle          | Lancet   | 77,350 % |
| 4 | Jenny Schreven       | Krawall  | 73,525 % |
| 5 | Ashley Holzer        | Pop Art  | 73,425 % |

(beste 5 von 8 Teilnehmern)

### 3. Prüfung: Palm Beach
Die erste Etappe der World Dressage Masters im Jahr 2012 wird im Rahmen der „Wellington Classic Dressage“ in Palm Beach, Florida ausgetragen. Das WDM-Turnier wird vom 26. bis 29. Januar 2012 ausgetragen werden. Die Turniere der Wellington Classic Dressage finden im Jim Brandon Equestrian Center im Palm Beach County statt.
Vor dem Turnier kam es zu Teilnehmerabsagen, so kam das vom Veranstalter beworbene Duell zwischen Totilas, Valegro und Ravel nicht zustande, da der Turnierstart das ersteren abgesagt wurde. Im Gegenzug erhielt Carl Hester eine Wildcard für den Turnierstart mit von ihm nur übergangsweise gerittene Pferd Wie-Atlantico. Da aber unter anderem dieses Paar nicht für einen CDI 5* qualifiziert ist, wird das Turnier kurzfristig nur als CDI 4* ausgetragen.
Grand Prix de Dressage
|   | Reiter                   | Pferd         | Ergebnis |
| - | ------------------------ | ------------- | -------- |
| 1 | Steffen Peters           | Ravel         | 81,383 % |
| 2 | Charlotte Dujardin       | Valegro       | 78,468 % |
| 3 | Tinne Vilhelmson Silfvén | Favourit      | 73,255 % |
| 4 | Adrienne Lyle            | Wizard        | 72,149 % |
| 5 | Anja Plönzke             | Le Mont d'Or  | 71,404 % |
| 5 | Ashley Holzer            | Breaking Dawn | 71,404 % |

(beste 5 von 16 Teilnehmern)
B-Finale (Grand Prix Spécial)
|   | Reiter         | Pferd   | Ergebnis |
| - | -------------- | ------- | -------- |
| 1 | Adrienne Lyle  | Wizard  | 73,244 % |
| 2 | Heather Blitz  | Paragon | 72,044 % |
| 3 | Todd Flettrich | Otto    | 69,933 % |

(beste 3 von 8 Teilnehmern)
A-Finale (Grand Prix Kür)
|   | Reiter                   | Pferd         | Ergebnis |
| - | ------------------------ | ------------- | -------- |
| 1 | Steffen Peters           | Ravel         | 83,700 % |
| 2 | Charlotte Dujardin       | Valegro       | 83,650 % |
| 3 | Tinne Vilhelmson Silfvén | Favourit      | 78,250 % |
| 4 | Carl Hester              | Wie-Atlantico | 74,850 % |
| 5 | Anja Plönzke             | Le Mont d'Or  | 71,404 % |

(beste 5 von 8 Teilnehmern)

### Finale: München
Der Abschluss der Turnierserie findet traditionell im Heimatland des Namenssponsor der Reiterrangliste beim Turnier „Pferd International“ in München-Riem statt. Das Turnier findet jährlich am Himmelfahrtswochenende, 2012 vom 17. Mai bis zum 20. Mai, statt.
Grand Prix de Dressage
|   | Reiter               | Pferd              | Ergebnis |
| - | -------------------- | ------------------ | -------- |
| 1 | Isabell Werth        | El Santo           | 77,426 % |
| 2 | Valentina Truppa     | Eremo del Castegno | 76,511 % |
| 3 | Victoria Max-Theurer | Augustin OLD       | 75,957 % |
| 4 | Richard Davison      | Hiscox Artemis     | 74,404 % |
| 5 | Renate Voglsang      | Fabriano           | 72,787 % |

(beste 5 von 19 Teilnehmern)
B-Finale (Grand Prix Spécial)
|   | Reiter          | Pferd          | Ergebnis |
| - | --------------- | -------------- | -------- |
| 1 | Richard Davison | Hiscox Artemis | 73,467 % |
| 2 | Minna Telde     | Santana        | 72,911 % |
| 3 | Lone Jörgensen  | FBW De Vito    | 71,622 % |

(beste 3 von 8 Teilnehmern)
A-Finale (Grand Prix Kür)
|   | Reiter               | Pferd              | Ergebnis |
| - | -------------------- | ------------------ | -------- |
| 1 | Valentina Truppa     | Eremo del Castegno | 84,250 % |
| 2 | Isabell Werth        | El Santo           | 84,050 % |
| 3 | Victoria Max-Theurer | Augustin OLD       | 81,050 % |
| 4 | Dorothee Schneider   | Diva Royal         | 78,250 % |
| 5 | Nadine Capellmann    | Elvis VA           | 76,500 % |

(beste 5 von 8 Teilnehmern)